# Dorsale Chagos-Laccadive
La dorsale Chagos-Laccadive, conosciuta anche come pianoro Chagos-Laccadive, è una dorsale vulcanica ed anche un plateau oceanico che si estende tra l'Oceano Indiano centrale e settentrionale.
La dorsale si snoda verso nord per circa 2350 km a partire dal nono parallelo sud (latitudin 9°S), all'estremità meridionale dell'arcipelago delle isole Chagos, fino al quattordicesimo parallelo nord (latitudine 14°N) nei pressi di Adas Bank. Le isole Chagos, Maldive e Laccadive non sono altro che affioramenti della dorsale Chagos-Laccadive.
La dorsale Chagos-Laccadive fu formata dal punto caldo di Réunion assieme alla parte meridionale del pianoro delle Mascarene. Entrambi i plateau sono infatti residui vulcanici dell'attività di quel punto caldo.
Sebbene la Chagos-Laccadive sia una dorsale non attiva sismicamente, tra il 1965 e il  1970, un insolito, isolato, sciame sismico si verificò sul lato occidentale del Banco delle Chagos approssimativamente alle coordinate 6°00′S 71°20′E.